# Мавля
Ма́вля (рос. Мавля) — річка в Україні, на Кримському півострові. Права притока Альми (басейн Чорного моря).

## Опис
Довжина річки 9,8 км, похил річки 2,7  м/км, найкоротша відстань між витоком і гирлом — 6,98  км, коефіцієнт звивистості річки — 1,41 . Площа басейну водозбору 24,1  км². Річка формується 5 безіменними струмками.

## Розташування
Бере початок на східній стороні від гори Великий Балаган (731,8 м). Тече переважно на південний захід і на відстані 1 км від гирла річки Коса впадає у річку Альму.